# Saison 2 de Fear the Walking Dead
Chronologie
Saison 1 Saison 3
La deuxième saison de Fear the Walking Dead, série télévisée américaine dérivée de l'univers de The Walking Dead, est constituée de quinze épisodes et diffusée en deux parties du 10 avril 2016 au 2 octobre 2016 sur AMC, aux États-Unis.

## Synopsis
Les évènements reprennent sur la plage devant la villa de Strand. Ce dernier amène le groupe formé des familles Manawa, Clark et Salazar sur son yacht de luxe « Abigail » pour échapper par la mer aux rôdeurs qui ont envahi Los Angeles...

## Distribution

### Acteurs principaux
- Kim Dickens (VF : Rafaèle Moutier) : Madison Clark
- Cliff Curtis (VF : Bruno Magne) : Travis Manawa
- Frank Dillane (VF : Romain Altché) : Nick Clark
- Alycia Debnam-Carey (VF : Anouck Hautbois) : Alicia Clark
- Mercedes Masohn (VF : Julie Cavanna) : Ofelia Salazar
- Lorenzo James Henrie (VF : Julien Crampon) : Chris Manawa (épisodes 1 à 14)
- Rubén Blades (VF : Gilbert Lévy) : Daniel Salazar (épisodes 1 à 7)
- Colman Domingo (VF : Lucien Jean-Baptiste) : Victor Strand
- Michelle Ang (VF : Christine Braconnier) : Alex (épisodes 3 et 5)

### Acteurs récurrents
- Paul Calderon (VF : Enrique Carballido) : Alejandro, le pharmacien (6 épisodes)
- Danay Garcia (VF : Ludivine Maffren) : Luciana (6 épisodes)
- Karen Bethzabe (VF : Daniela Labbé-Cabrera) : Elena Reyes (6 épisodes)
- Ramses Jimenez : Hector Reyes (6 épisodes)
- Raul Casso (VF : Stéphane Marais) : Andrés Diaz (6 épisodes)
- Andres Londono (VF : Stanislas Forlani) : Oscar Diaz (6 épisodes)
- Arturo Del Puerto (VF : Olivier Augrond) : Luis Flores[1] (4 épisodes)
- Kelly Blatz (VF : Donald Reignoux) : Brandon (4 épisodes)
- Kenny Wormald : Derek (4 épisodes)
- Alejandro Edda (VF : Benjamin Pascal) : Marco Rodriguez (4 épisodes)

### Invités
- Daniel Zovatto (VF : Denis Laustriat) (1re voix) puis Martin Faliu (2e voix)) : Jack Kipling (épisodes 1, 4 et 5)
- Elizabeth Rodriguez (sans dialogue) : Liza Ortiz, la mère de Chris (épisode 1)
- Catherine Dent (VF : Véronique Soufflet) : Melissa Geary (épisode 2)
- David Warshofsky (VF : Jean-François Vlérick) : Georges Geary (épisode 2)
- Brendan Meyer : Jake Powell (survivant du vol 462, épisode 3)
- Jesse McCartney (VF : Fabrice Trojani) : Reed (épisodes 4 et 5)
- Veronica Diaz-Carranza (VF : Camille Donda) : Vida (épisodes 4 et 5)
- Mark Kelly : Connor (épisodes 4 et 5)
- Marlene Forte (VF : Marie Vincent) : Celia Flores (épisodes 4, 6 et 7)
- Dougray Scott (VF : Bernard Bollet) : Thomas Abigail (épisodes 4 et 6)
- Patricia Reyes Spindola (dialogue en espagnol) : Grizelda Salazar (épisodes 7 et 12)
- Lexi Johnson (VF : Cindy Tempez) : Gloria, l'amie de Nick (épisodes 6 et 8)
- Diana Lein (VF : Emmanuelle Rivière) : Sofia, amie de Nick (épisodes 6, 7, 8)
- Alfredo Herrera : Francisco (épisodes 8, 11, 12, 13, 14)
- Brenda Strong (VF : Marie-Laure Dougnac) : Ilene Stowe (épisodes 10, 11, 12)
- Israel Broussard (VF : Brice Ournac) : James McCallister (épisodes 10 et 13)
- Ashley Zukerman (VF : Damien Boisseau) : Will (épisode 12)
- Cuauhtli Jeménez (VF : Emmanuel Garijo) : Reynaldo (épisodes 12 et 14)
- Dayton Callie (VF : Patrick Messe) : Jeremiah Otto (épisode 14)

## Production
En mars 2015, la chaîne annonce une commande de deux saisons et que cette saison sera composée de quinze épisodes.

## Liste des épisodes
1. La Loi de la jungle
2. À la dérive
3. Ouroboros
4. Quarantaine
5. Captive
6. Sicut Cervus
7. Shiva
8. Grotesque
9. Los Muertos
10. Ne pas déranger
11. Pablo et Jessica
12. Statues de sel
13. Date de décès
14. Colère
15. Nord

### Épisode 1:La Loi de la jungle
- États-Unis : 10 avril 2016 sur AMC[3]
- France : 
  - 11 avril 2016 sur Canal+ Séries[4] (en VOSTFr)
  - 12 avril 2016 sur iTunes Store[5] (en VF, service VOD)

- États-Unis : 6,67 millions de téléspectateurs[6] (première diffusion)

- Elizabeth Rodriguez (Liza Ortiz, la mère de Chris décédée)

### Épisode 2:À la dérive
- États-Unis : 17 avril 2016 sur AMC
- France : 
  - 18 avril 2016 sur Canal+ Séries[4] (en VOSTFr)
  - 19 avril 2016 sur iTunes Store[5] (en VF, service VOD)

- États-Unis : 5,58 millions de téléspectateurs[7] (première diffusion)

- Catherine Dent (Melissa Geary)
- David Warshofsky (George Geary)
- Jeremiah Clayton (Harry Geary)
- Maverick Clayton (Harry Geary)
- Aria Lyric Leabu (Willa Geary)
- Jake Austin Walker (Seth Geary)

Toujours poursuivis par un bateau mystérieux (les impacts de mitrailleuse .50 sur la coque du navire de l'épisode précédent laissent entendre qu'il pourrait s'agir d'un bateau militaire), l'équipage de l'Abigail décide de se cacher des radars en accostant l'ile Catrina de nuit. La famille Clark/Manawa explore l'ile qui est habitée par la famille Geary. Le père George Geary explique à Travis que d'après ses contacts radio avec des parcs nationaux, la côte ouest des États-Unis a été ravagée par l'armée, qui a bombardé San Diego, Portland, Seattle et Vancouver. La frontière mexicaine a été fermée, et les parcs nationaux allant jusqu'au Colorado (à la moitié du pays) ne répondent plus. Daniel qui est resté avec sa fille et Strand sur le bateau accuse ce dernier de vouloir se débarrasser de quelques membres de l'équipage, ce que Strand réfute. Melissa Geary et Madison se lient d'amitié. En rentrant au bateau, Madison pense que Melissa désire quitter l'île mais qu'elle a peur de le dire à son mari.
Le jour suivant, Chris aide Seth Geary à nettoyer la plage des rôdeurs qui s'entassent contre la palissade de protection. Travis est choqué par l'aisance de Chris à achever les rôdeurs avec une pioche. Dans la maison des Geary, Nick découvre des pilules de poison. Daniel de son côté découvre, en fouillant la cabine de pilotage de Strand, un pistolet-mitrailleur et des cartes du Mexique. Strand est alors en communication avec un inconnu à qui il donne rendez-vous avant le coucher du soleil. 

### Épisode 3:Ouroboros
- États-Unis : 24 avril 2016 sur AMC
- France : 
  - 25 avril 2016 sur Canal+ Séries[4] (en VOSTFr)
  - 26 avril 2016 sur iTunes Store[5] (en VF, service VOD)

- États-Unis : 4,73 millions de téléspectateurs[8] (première diffusion)

- Michelle Ang (Alex)
- Dan Donohue (Michael)
- Jonathan Goldstein (en) (Allan, mourant dans l'avion)
- Gary Kraus (Ian)
- Regen Wilson (Tom)

Des survivants du vol 462 se retrouvent dans un radeau de survie, Alex repêche Jake qui a le visage brûlé. Tom, un des rescapés, frappe Ian qui est infecté et le passe par-dessus bord. Peu après Alex empêche Tom de faire de même avec Jake.

### Épisode 4:Quarantaine
- États-Unis : 1er mai 2016 sur AMC
- France : 
  - 2 mai 2016 sur Canal+ Séries[4] (en VOSTFr)
  - 3 mai 2016 sur iTunes Store[5] (en VF, service VOD)

- États-Unis : 4,8 millions de téléspectateurs[9] (première diffusion)

- Sarah McCreanor (Red)
- Josh Wingate (Ben)
- Mark Kelly (Connor)
- Veronica Diaz-Carranza (Vida)
- Jesse McCartney (Reed)

### Épisode 5:Captive
- États-Unis : 8 mai 2016 sur AMC
- France : 
  - 9 mai 2016 sur Canal+ Séries[4] (en VOSTFr)
  - 10 mai 2016 sur iTunes Store[5] (en VF, service VOD)

- États-Unis : 4,41 millions de téléspectateurs[10] (première diffusion)

- Veronica Diaz-Carranza (Vida)
- Jesse McCartney (Reed)
- Mark Kelly (Connor)

### Épisode 6:Sicut Cervus
- États-Unis : 15 mai 2016 sur AMC
- France : 
  - 16 mai 2016 sur Canal+ Séries[4] (en VOSTFr)
  - 17 mai 2016 sur iTunes Store[5] (en VF, service VOD)

- États-Unis : 4,48 millions de téléspectateurs[11] (première diffusion)

- Moisses Arath Leyva (Juan)
- Diana Lein (Sofia)
- Ramón Medína (Jorge)
- Alex Perazza (le commandant Vazquez)
- José Sefami (le prêtre)
- Julio Umana (garçon aux yeux verts)
- Sebastián Cano (garçon aux yeux marron)
- Lexi Johnson (Gloria en flashback)

### Épisode 7:Shiva
- États-Unis : 22 mai 2016 sur AMC
- France : 
  - 23 mai 2016 sur Canal+ Séries[4] (en VOSTFr)
  - 24 mai 2016 sur iTunes Store[5] (en VF, service VOD)

- États-Unis : 4,39 millions de téléspectateurs[12] (première diffusion)

- Jorge-Luis Pallo (Javier)
- Patricia Reyes Spíndola (Griselda Salazar en hallucination de Daniel)
- Diana Lein (Sofia)
- Moisses Arath Leyva (Juan)
- Ramón Medína (Jorge)
- Renato Marin Alcalde (Ramon)
- Sebastián Cano (Daniel jeune)
- Fernando Rojasbarr (l'homme blessé)

Celia désapprouve Strand pour le meurtre de Thomas. Elle lui interdit de l'enterrer puis commande à Strand et son groupe de quitter la propriété le lendemain. Pendant ce temps, Travis poursuit Chris qui s'est enfui dans le vignoble. Madison dit à Nick et Alicia de trouver du ravitaillement afin qu'ils puissent fuir vers l'Abigail et échapper aux griffes de Celia. Alicia refuse de retourner au bateau et Nick défend Celia.
Nick ramène Luis transformé à Celia qui l'invite alors à rester dans l'hacienda. Il la convainc de permettre à sa famille de rester avec lui, mais elle insiste sur le fait que Strand doit partir.
Strand creuse une tombe pour Thomas. Daniel dit à Ofelia que Griselda, sa femme morte, les attend à la porte. Il l'entraîne avec lui mais bientôt un groupe d'hommes l'emprisonne.
Strand invite Madison à se joindre à lui sur l'Abigaïl, mais elle refuse de partir sans Travis.
Travis retrouve Chris et il l’empêche de le poignarder. "Je ne suis pas bon" dit Chris. Quand Nick les retrouve, Travis lui demande de dire à Madison qu'il ne les a pas trouvés, expliquant que Chris a besoin de lui. Nick quitte Travis en lui laissant un couteau pour sa protection.
Madison conjure Celia de laisser Strand séjourner à l'hacienda. Celia refuse et dit à Madison qu'elle doit apprendre à accepter les rôdeurs comme Nick le fait. Celia amène Madison à la cave et pénètre dans la cellule pour lui montrer tous ses amis infectés. Madison ferme la porte derrière elle.

### Épisode 8:Grotesque
- États-Unis : 21 août 2016 sur AMC[13]
- France : 
  - 22 août 2016 sur Canal+ Séries[4] (en VOSTFr)
  - 23 août 2016 sur iTunes Store[5] (en VF, service VOD)

- États-Unis : 3,86 millions de téléspectateurs[14] (première diffusion)

- Diana Lein (Sofia)
- Moisses Arath Leyva (Juan)
- Jorge Bustamante (le vieil homme)
- David Fernandez Jr. (Bandit 1)
- Heidi García (la mère)
- Kassandra Iribe (la petite fille de six ans)
- Carlos Segura (un éclaireur)
- Edgar Wuotto (Gael)

Cet épisode est totalement centré sur Nick et son passé. On apprend par exemple que son père est mort juste avant l'apocalypse.
- Cliff Curtis (Travis Manawa), Alycia Debnam Carey (Alicia Clark), Colman Domingo (Victor Strand), Mercedes Mason (Ofelia Salazar), Lorenzo Henrie (Christopher Manawa) n'apparaissent pas dans cet épisode.

### Épisode 9:Los Muertos
- États-Unis : 28 août 2016 sur AMC
- France : 
  - 29 août 2016 sur Canal+ Séries[4] (en VOSTFr)
  - 30 août 2016 sur iTunes Store[5] (en VF, service VOD)

- États-Unis : 3,66 millions de téléspectateurs[15] (première diffusion)

- Katia Lopez (la petite fille)
- Blanca Hernàndez (la vieille femme)
- Aquiles Medellín (Alonso Herrera)
- Julio Pedrero (Oliviero)

Nick se réveille dans le cabinet de la ville, lorsqu'il s'y avance, elle est déserte, il voit alors une petite fille en train de pleurer. Il la salue et lui demande ce qui ne va pas, elle répond papa. Il regarde alors dans la même direction que la fillette et assiste à une sorte de cérémonie où il voit le père de la petite passer de l'autre côté de la clôture et se faire dévorer.
Madison, Strand, Alicia et Ofelia font le tour essayant de trouver Nick en vain, ils décident de retourner à l'Abigail mais le bateau a disparu. Ils partent alors vers le nord et trouvent un hôtel. Madison et Strand restent au bar tandis qu'Alicia et Ofelia partent explorer les étages. Elles remarquent que les chambres contenant des infectés ont la pancarte « ne pas déranger ». Luciana emmène Nick avec elle pour faire des courses dans la ville. Sur le chemin, elle explique à Nick que la terre se purge et que quand les morts repartiront, une nouvelle vie commencera. En arrivant dans l'endroit où ils doivent faire leurs réserves de nourriture, Luciana met Nick en garde car le magasin est tenu par un gang et qu'ils le pendront s'il les regarde de travers. Dans le magasin, Nick aperçoit le chef du gang avec une jeune femme qui se trouve être sa sœur et qui est gravement malade. Nick vole un petit gâteau dans le magasin, le chef du gang menace de le tuer mais Nick trouve un compromis, il propose au chef de l'oxy pour sa sœur malade contre un second chariot plein, ce que le chef accepte.
Madison n'est pas très bien, Strand lui propose alors de boire un verre, ils parlent de Nick et de son père mort dans un accident de voiture en s'étant endormi au volant (ce que Madison a raconté à ses enfants pour les protéger). Elle et Strand se défoulent en buvant de la tequila et Strand se met à jouer du piano. Au même moment Alicia sort de la douche d'une des chambres et cherche Ofelia qui auparavant était déprimée et ne voyait plus de raison de se battre, elle voit la baie vitrée ouverte et s'approche sur le balcon, elle découvre que les infectés qui se trouvent dans les chambres se jettent par-dessus les balcons et se dirigent vers l'entrée de l'hôtel. Elle se précipite dans le couloir à la recherche d'Ofelia qui ne donne aucun signe de vie et découvre que les infectés sont déjà rentrés. Elle se retrouve piégée dans la chambre à l'étage tandis que Strand et Madison eux aussi se retrouvent encerclés derrière le bar de l'hôtel.

### Épisode 10:Ne pas déranger
- États-Unis : 4 septembre 2016 sur AMC
- France : 
  - 5 septembre 2016 sur Canal+ Séries[4] (en VOSTFr)
  - 6 septembre 2016 sur iTunes Store[5] (en VF, service VOD)

- États-Unis : 2,99 millions de téléspectateurs[16] (première diffusion)

- Gustavo Pastrana (le fermier)

### Épisode 11:Pablo et Jessica
- États-Unis : 11 septembre 2016 sur AMC
- France : 
  - 12 septembre 2016 sur Canal+ Séries[4] (en VOSTFr)
  - 13 septembre 2016 sur iTunes Store[5] (en VF, service VOD)

- États-Unis : 3,4 millions de téléspectateurs[17] (première diffusion)

- Alfredo Herrera (Francisco)
- Katia Lopez (la petite fille)
- Victor Escalante (garçon concentré)

### Épisode 12:Statues de sel
- États-Unis : 18 septembre 2016 sur AMC
- France : 
  - 19 septembre 2016 sur Canal+ Séries[4] (en VOSTFr)
  - 20 septembre 2016 sur iTunes Store[5] (en VF, service VOD)

- États-Unis : 3,616 millions de téléspectateurs[18] (première diffusion)

- María Antonieta Zapien Romero (Laura)
- Denitza García (Ana)

### Épisode 13:Date de décès
- États-Unis : 25 septembre 2016 sur AMC
- France : 
  - 26 septembre 2016 sur Canal+ Séries[4] (en VOSTFr)
  - 27 septembre 2016 sur iTunes Store[5] (en VF, service VOD)

- États-Unis : 3,491 millions de téléspectateurs[19] (première diffusion)

- Cairo Bermúdez (Réfugiée)
- Amanda Flores (Réfugiée)
- Adolfo Madera (Réfugié)
- Gustavo Pastrana (le fermier décédé)
- Emmanuel Vega (réfugié retardataire)

### Épisode 14:Colère
- États-Unis : 2 octobre 2016 sur AMC
- France : 
  - 3 octobre 2016 sur Canal+ Séries[4] (en VOSTFr)
  - 4 octobre 2016 sur iTunes Store[5] (en VF, service VOD)

- États-Unis : 3,671 millions de téléspectateurs[20] (première diffusion)

- Dayton Callie (VF : Patrick Messe) (Jeremiah Otto: l'homme en treillis)
- María Antonieta Zapien Romero (Laura décédée)
- Cairo Bermúdez (réfugiée)
- Adolfo Madera (réfugié)
- Francisco Estrada (réfugié)
- Amanda Flores (réfugiée)
- Denitza García (Ana)
- Alfonso Jarquin (Ramiro)
- Emmanuel Vega (réfugié)

### Épisode 15:Nord
- États-Unis : 2 octobre 2016 sur AMC
- France : 
  - 3 octobre 2016 sur Canal+ Séries[4] (en VOSTFr)
  - 4 octobre 2016 sur iTunes Store[5] (en VF, service VOD)

- États-Unis : 3,05 millions de téléspectateurs[20] (première diffusion)

- María Antonieta Zapien Romero (Laura décédée)
- Denitza García (Ana décédée)
- Alfonso Jarquin (Ramiro)
- James Logan (milicien de la frontière)
- Katia López (la petite fille)